# Saposelkä
Saposelkä är en del av sjön Suontee i Finland. Den ligger i Joutsa i landskapet Mellersta Finland, i den södra delen av landet, 200 km norr om huvudstaden Helsingfors. Saposelkä ligger 95 meter över havet.